# 西域小鮭脂鯉
西域小鮭脂鯉為輻鰭魚綱脂鯉目脂鯉亞目鮭脂鯉科的其中一種，為熱帶淡水魚，分布於非洲迦納、賴比瑞亞、獅子山、喀麥隆及象牙海岸的淡水流域，體長可達8公分，棲息在底中層水域，生活習性不明。

## 扩展阅读
維基物種上的相關：西域小鮭脂鯉